# Dojrenci
Dojrenci (bułg. Дойренци) – wieś w północnej Bułgarii, w obwodzie Łowecz, w gminie Łowecz.
Dojrenci to jedna z największych wsi gminy Łowecz, znajdująca się 10 km od Łoweczu. Mieszkańcy głównie zajmują się rolnictwem. We wsi znajduje się stacja kolejowa linii Łowecz - Lewski. W miejscowości jest niewielkie muzeum etnograficzne.